# Lávový kanál

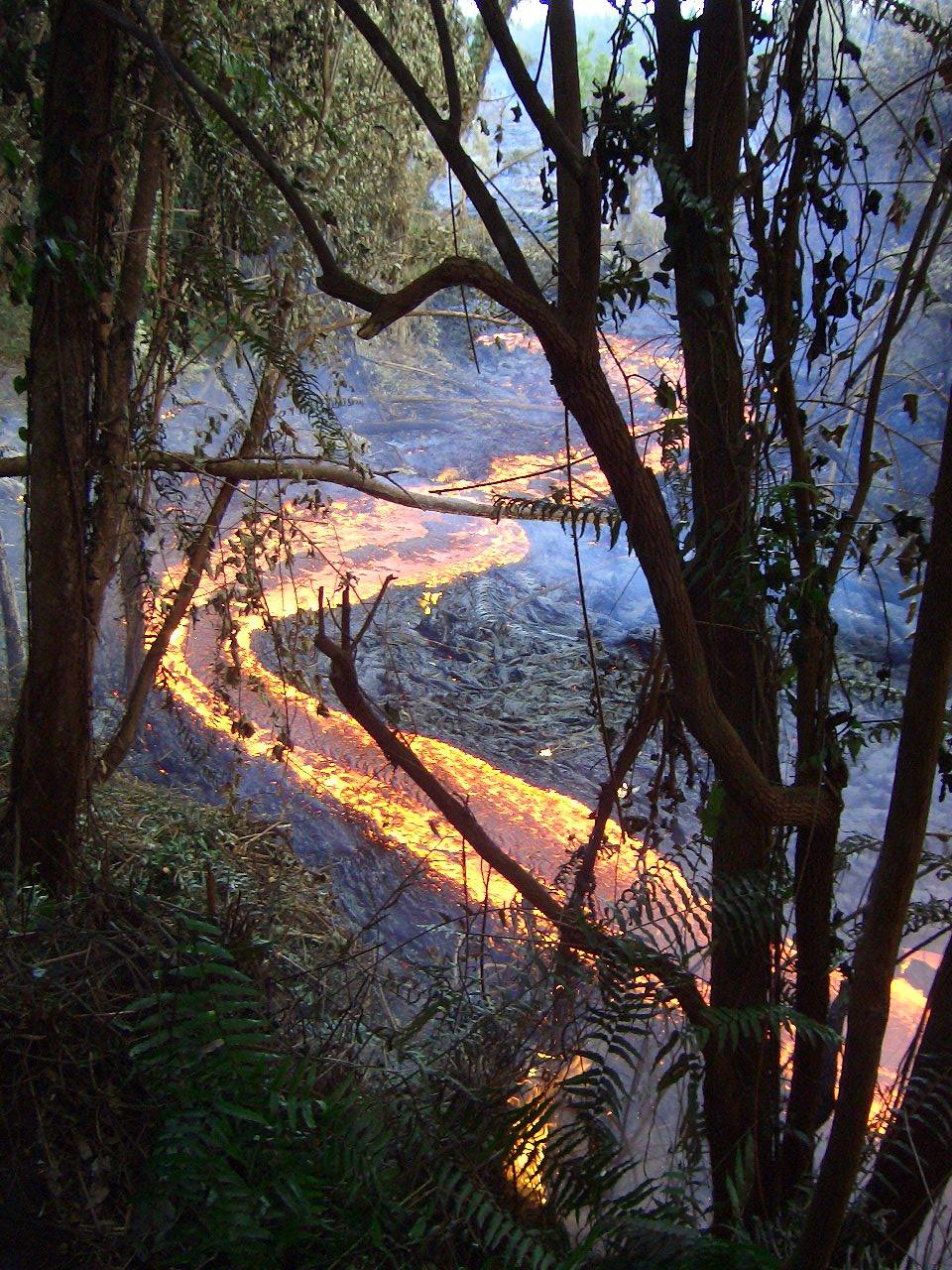
Povrchový lávový kanál

Lávový kanál je geologické označení pro povrchový či podpovrchový útvar, kterým proudí žhavá láva či magma. Lávový kanál může být buď přívodní, kdy je do magmatického rezervoáru přiváděno magma z hloubky, ale může sloužit také jako označení pro odvodní kanál, kterým je žhavá láva odváděna pryč z místa erupce či z lávových proudů.
Kanály mohou být stovky až několik kilometrů dlouhé (v pozemských podmínkách), široké a hluboké desítky metrů. Z některých terestrických těles jsou známé atypické lávové kanály v podobě Sinuous rilles. V případech, kdy vede lávový kanál uvnitř lávového proudu, může dojít ke vzniku stropu a vyprázdnění kanálu po skočení přívodu lávy, čímž vznikají lávové tunely.